# Saison 2020-2021 des Lakers de Los Angeles
La saison 2020-2021 des Lakers de Los Angeles est la 74e saison de la franchise des "Lakers" (sans compter le Detroit Gems de la saison 1946-1947 dans la NBL) et sa 73e saison en National Basketball Association (NBA). Les Lakers entament cette nouvelle saison, en tant que champion en titre.
Lors de l'intersaison, l'équipe compte de nouvelles arrivées telles que Dennis Schröder, Montrezl Harrell, Marc Gasol. De plus, ils prolongent leurs deux joueurs stars pour plusieurs saisons, Anthony Davis et LeBron James.
Durant la saison régulière, James réalise une performance sans précédent, en réalisant son 1000e match consécutif en inscrivant au minimum 10 points. De plus, il est aussi devenu le 3e joueur ayant rentré le plus de tirs en carrière, ainsi que le 3e joueur à atteindre les 35 000 points en carrière.
Les blessures de Davis et James en cours de saison vont faire descendre les Lakers au classement de la conférence Ouest, à la 7e place, les obligeant à participer au play-in tournament pour obtenir leur ticket en playoffs. Ils se défont des Warriors de Golden State au premier match, afin d'affronter les Suns de Phoenix au premier tour des playoffs, se résultant par une élimination en six matchs,.

## Draft
| Tour | Choix | Joueur          | Poste | Nationalité | Provenance |
| ---- | ----- | --------------- | ----- | ----------- | ---------- |
| 1    | 28    | Jaden McDaniels | PF    | États-Unis  | Washington |

## Matchs

### Pré-saison
| Pré-saison Total: 4-0 (Domicile : 2-0; Extérieur : 2-0) |

| Match | Date match  | Équipe        | Score     | Meilleur marqueur        | Meilleur rebondeur    | Meilleur passeur | Lieux          | Série |
| ----- | ----------- | ------------- | --------- | ------------------------ | --------------------- | ---------------- | -------------- | ----- |
| 1     | 11 décembre | L.A. Clippers | V 87-81   | Talen Horton-Tucker (19) | Montrezl Harrell (12) | Kyle Kuzma (5)   | Staples Center | 1 - 0 |
| 2     | 13 décembre | L.A. Clippers | V 131-106 | Talen Horton-Tucker (33) | Montrezl Harrell (11) | Quinn Cook (7)   | Staples Center | 2 - 0 |
| 3     | 16 décembre | @ Phoenix     | V 112-107 | Kyle Kuzma (23)          | Marc Gasol (8)        | Quinn Cook (4)   | PHX Arena      | 3 - 0 |
| 4     | 18 décembre | @ Phoenix     | V 114-113 | Anthony Davis (35)       | LeBron James (8)      | Gasol, James (4) | PHX Arena      | 4 - 0 |

### Saison régulière
| Saison régulière Total: 42-30 (Domicile : 21-15; Extérieur : 21-15) |

| Match | Date match  | Équipe        | Score     | Meilleur marqueur  | Meilleur rebondeur   | Meilleur passeur    | Lieux          | Série |
| ----- | ----------- | ------------- | --------- | ------------------ | -------------------- | ------------------- | -------------- | ----- |
| 1     | 22 décembre | L.A. Clippers | D 109-116 | LeBron James (22)  | Dennis Schröder (12) | Dennis Schröder (8) | Staples Center | 0 - 1 |
| 2     | 25 décembre | Dallas        | V 138-115 | Anthony Davis (28) | Marc Gasol (9)       | LeBron James (10)   | Staples Center | 1 - 1 |
| 3     | 27 décembre | Minnesota     | V 127-91  | Kyle Kuzma (20)    | LeBron James (9)     | Marc Gasol (8)      | Staples Center | 2 - 1 |
| 4     | 28 décembre | Portland      | D 107-115 | LeBron James (29)  | Anthony Davis (10)   | LeBron James (6)    | Staples Center | 2 - 2 |
| 5     | 30 décembre | @ San Antonio | V 121-107 | LeBron James (26)  | Montrezl Harrell (9) | LeBron James (8)    | AT&T Center    | 3 - 2 |

| Match | Date match  | Équipe              | Score     | Meilleur marqueur    | Meilleur rebondeur    | Meilleur passeur    | Lieux                      | Série  |
| ----- | ----------- | ------------------- | --------- | -------------------- | --------------------- | ------------------- | -------------------------- | ------ |
| 6     | 1er janvier | @ San Antonio       | V 109-103 | Anthony Davis (34)   | Trois joueurs (11)    | LeBron James (10)   | AT&T Center                | 4 - 2  |
| 7     | 3 janvier   | @ Memphis           | V 108-94  | LeBron James (22)    | LeBron James (13)     | LeBron James (8)    | FedExForum                 | 5 - 2  |
| 8     | 5 janvier   | @ Memphis           | V 94-92   | Davis, James (26)    | LeBron James (11)     | LeBron James (7)    | FedExForum                 | 6 - 2  |
| 9     | 7 janvier   | San Antonio         | D 109-118 | LeBron James (27)    | Davis, Kuzma (10)     | LeBron James (12)   | Staples Center             | 6 - 3  |
| 10    | 8 janvier   | Chicago             | V 117-115 | LeBron James (28)    | Montrezl Harrell (14) | LeBron James (7)    | Staples Center             | 7 - 3  |
| 11    | 10 janvier  | @ Houston           | V 120-102 | Anthony Davis (27)   | Montrezl Harrell (8)  | James, Schröder (7) | Toyota Center              | 8 - 3  |
| 12    | 12 janvier  | @ Houston           | V 117-100 | LeBron James (26)    | Kyle Kuzma (11)       | Gasol, James (5)    | Toyota Center              | 9 - 3  |
| 13    | 13 janvier  | @ Oklahoma City     | V 128-99  | LeBron James (26)    | Davis, Morris (7)     | LeBron James (7)    | Chesapeake Energy Arena    | 10 - 3 |
| 14    | 15 janvier  | La Nouvelle-Orléans | V 112-95  | LeBron James (21)    | Kyle Kuzma (13)       | LeBron James (11)   | Staples Center             | 11 - 3 |
| 15    | 18 janvier  | Golden State        | D 113-115 | Dennis Schröder (25) | Anthony Davis (17)    | Anthony Davis (7)   | Staples Center             | 11 - 4 |
| 16    | 21 janvier  | @ Milwaukee         | V 113-106 | LeBron James (34)    | Anthony Davis (9)     | LeBron James (8)    | Fiserv Forum               | 12 - 4 |
| 17    | 23 janvier  | @ Chicago           | V 101-90  | Anthony Davis (37)   | LeBron James (11)     | LeBron James (6)    | United Center              | 13 - 4 |
| 18    | 25 janvier  | @ Cleveland         | V 115-108 | LeBron James (46)    | Anthony Davis (10)    | LeBron James (6)    | Rocket Mortgage FieldHouse | 14 - 4 |
| 19    | 27 janvier  | @ Philadelphie      | D 106-107 | LeBron James (34)    | Anthony Davis (8)     | LeBron James (6)    | Wells Fargo Center         | 14 - 5 |
| 20    | 28 janvier  | @ Détroit           | D 92-107  | James, Kuzma (22)    | Kyle Kuzma (10)       | LeBron James (10)   | Little Caesars Arena       | 14 - 6 |
| 21    | 30 janvier  | @ Boston            | V 96-95   | Anthony Davis (27)   | Anthony Davis (14)    | James, Schröder (7) | TD Garden                  | 15 - 6 |

| Match | Date match  | Équipe        | Score           | Meilleur marqueur  | Meilleur rebondeur    | Meilleur passeur        | Lieux                   | Série   |
| ----- | ----------- | ------------- | --------------- | ------------------ | --------------------- | ----------------------- | ----------------------- | ------- |
| 22    | 1er février | @ Atlanta     | V 107-99        | Anthony Davis (25) | LeBron James (7)      | LeBron James (9)        | State Farm Arena        | 16 - 6  |
| 23    | 4 février   | Denver        | V 114-93        | LeBron James (27)  | LeBron James (10)     | LeBron James (10)       | Staples Center          | 17 - 6  |
| 24    | 6 février   | Détroit       | V 135-129 (2OT) | LeBron James (33)  | Montrezl Harrell (8)  | LeBron James (11)       | Staples Center          | 18 - 6  |
| 25    | 8 février   | Oklahoma City | V 119-112 (OT)  | LeBron James (28)  | LeBron James (14)     | LeBron James (12)       | Staples Center          | 19 - 6  |
| 26    | 10 février  | Oklahoma City | V 114-113 (OT)  | LeBron James (25)  | Kyle Kuzma (9)        | LeBron James (7)        | Staples Center          | 20 - 6  |
| 27    | 12 février  | Memphis       | V 115-105       | Anthony Davis (35) | Kyle Kuzma (10)       | LeBron James (8)        | Staples Center          | 21 - 6  |
| 28    | 14 février  | @ Denver      | D 105-122       | LeBron James (22)  | LeBron James (10)     | LeBron James (9)        | Ball Arena              | 21 - 7  |
| 29    | 16 février  | @ Minnesota   | V 112-104       | LeBron James (30)  | LeBron James (13)     | LeBron James (7)        | Target Center           | 22 - 7  |
| 30    | 18 février  | Brooklyn      | D 98-109        | LeBron James (32)  | Kyle Kuzma (10)       | LeBron James (7)        | Staples Center          | 22 - 8  |
| 31    | 20 février  | Miami         | D 94-96         | Kyle Kuzma (23)    | Montrezl Harrell (10) | LeBron James (9)        | Staples Center          | 22 - 9  |
| 32    | 22 février  | Washington    | D 124-127 (OT)  | LeBron James (31)  | Kyle Kuzma (11)       | LeBron James (13)       | Staples Center          | 22 - 10 |
| 33    | 24 février  | @ Utah        | D 89-114        | LeBron James (19)  | Markieff Morris (9)   | Talen Horton-Tucker (5) | Vivint Smart Home Arena | 22 - 11 |
| 34    | 26 février  | Portland      | V 102-93        | LeBron James (28)  | James, Kuzma (11)     | LeBron James (7)        | Staples Center          | 23 - 11 |
| 35    | 28 février  | Golden State  | V 117-91        | LeBron James (19)  | Kyle Kuzma (11)       | Dennis Schröder (6)     | Staples Center          | 24 - 11 |

| Match                  | Date match | Équipe                | Score     | Meilleur marqueur     | Meilleur rebondeur    | Meilleur passeur           | Lieux                | Série   |
| ---------------------- | ---------- | --------------------- | --------- | --------------------- | --------------------- | -------------------------- | -------------------- | ------- |
| 36                     | 2 mars     | Phoenix               | D 104-114 | LeBron James (38)     | Caruso, Morris (6)    | LeBron James, Schröder (6) | Staples Center       | 24 - 12 |
| 37                     | 3 mars     | @ Sacramento          | D 120-123 | Dennis Schröder (28)  | Kyle Kuzma (13)       | Dennis Schröder (9)        | Golden 1 Center      | 24 - 13 |
| NBA All-Star Game 2021 |            |                       |           |                       |                       |                            |                      |         |
| 38                     | 12 mars    | Indiana               | V 105-100 | Kyle Kuzma (24)       | Kyle Kuzma (13)       | LeBron James (10)          | Staples Center       | 25 - 13 |
| 39                     | 15 mars    | @ Golden State        | V 128-97  | Montrezl Harrell (27) | LeBron James (10)     | LeBron James (11)          | Chase Center         | 26 - 13 |
| 40                     | 16 mars    | Minnesota             | V 137-121 | LeBron James (25)     | LeBron James (12)     | LeBron James (12)          | Staples Center       | 27 - 13 |
| 41                     | 18 mars    | Charlotte             | V 116-105 | LeBron James (37)     | Montrezl Harrell (11) | Dennis Schröder (7)        | Staples Center       | 28 - 13 |
| 42                     | 20 mars    | Atlanta               | D 94-99   | Montrezl Harrell (23) | Montrezl Harrell (11) | Trois joueurs (4)          | Staples Center       | 28 - 14 |
| 43                     | 21 mars    | @ Phoenix             | D 94-111  | Montrezl Harrell (23) | Montrezl Harrell (10) | Kyle Kuzma (6)             | PHX Arena            | 28 - 15 |
| 44                     | 23 mars    | @ La Nouvelle-Orléans | D 111-128 | Montrezl Harrell (18) | Kyle Kuzma (10)       | Kuzma, Schröder (7)        | Smoothie King Center | 28 - 16 |
| 45                     | 25 mars    | Philadelphie          | D 101-109 | Kyle Kuzma (25)       | Kyle Kuzma (9)        | Dennis Schröder (11)       | Staples Center       | 28 - 17 |
| 46                     | 26 mars    | Cleveland             | V 100-86  | Montrezl Harrell (24) | Montrezl Harrell (10) | Kuzma, Schröder (7)        | Staples Center       | 29 - 17 |
| 47                     | 28 mars    | Orlando               | V 96-93   | Dennis Schröder (24)  | Trois joueurs (11)    | Dennis Schröder (6)        | Staples Center       | 30 - 17 |
| 48                     | 31 mars    | Milwaukee             | D 97-112  | Montrezl Harrell (19) | Kyle Kuzma (7)        | Dennis Schröder (8)        | Staples Center       | 30 - 18 |

| Match | Date match | Équipe          | Score          | Meilleur marqueur             | Meilleur rebondeur          | Meilleur passeur         | Lieux                    | Série   |
| ----- | ---------- | --------------- | -------------- | ----------------------------- | --------------------------- | ------------------------ | ------------------------ | ------- |
| 49    | 2 avril    | @ Sacramento    | V 115-94       | Kyle Kuzma (30)               | Caldwell-Pope, Harrell (10) | Dennis Schröder (8)      | Golden 1 Center          | 31 - 18 |
| 50    | 4 avril    | @ L.A. Clippers | D 86-104       | Montrezl Harrell (19)         | Kyle Kuzma (7)              | Dennis Schröder (7)      | Staples Center           | 31 - 19 |
| 51    | 6 avril    | @ Toronto       | V 110-101      | Talen Horton-Tucker (17)      | Gasol, Morris (9)           | Dennis Schröder (9)      | Amalie Arena             | 32 - 19 |
| 52    | 8 avril    | @ Miami         | D 104-110      | Kentavious Caldwell-Pope (28) | Andre Drummond (12)         | Dennis Schröder (14)     | American Airlines Arena  | 32 - 20 |
| 53    | 10 avril   | @ Brooklyn      | V 126-101      | Andre Drummond (20)           | Andre Drummond (11)         | Talen Horton-Tucker (11) | Barclays Center          | 33 - 20 |
| 54    | 12 avril   | @ New York      | D 96-111       | Dennis Schröder (21)          | Andre Drummond (10)         | Dennis Schröder (6)      | Madison Square Garden    | 33 - 21 |
| 55    | 13 avril   | @ Charlotte     | V 101-93       | Kyle Kuzma (24)               | Andre Drummond (12)         | Caruso, Schröder (6)     | Spectrum Center          | 34 - 21 |
| 56    | 15 avril   | Boston          | D 113-121      | Talen Horton-Tucker (19)      | Montrezl Harrell (8)        | Dennis Schröder (8)      | Staples Center           | 34 - 22 |
| 57    | 17 avril   | Utah            | V 127-115 (OT) | Andre Drummond (27)           | Markieff Morris (12)        | Dennis Schröder (8)      | Staples Center           | 35 - 22 |
| 58    | 19 avril   | Utah            | D 97-111       | Talen Horton-Tucker (24)      | Andre Drummond (8)          | Dennis Schröder (6)      | Staples Center           | 35 - 23 |
| 59    | 22 avril   | @ Dallas        | D 110-115      | Kentavious Caldwell-Pope (29) | Andre Drummond (19)         | Dennis Schröder (13)     | American Airlines Center | 35 - 24 |
| 60    | 24 avril   | @ Dallas        | D 93-108       | Ben McLemore (20)             | Andre Drummond (12)         | Dennis Schröder (10)     | American Airlines Center | 35 - 25 |
| 61    | 26 avril   | @ Orlando       | V 114-103      | Dennis Schröder (21)          | Andre Drummond (11)         | Dennis Schröder (10)     | Amway Center             | 36 - 25 |
| 62    | 28 avril   | @ Washington    | D 107-116      | Anthony Davis (26)            | Andre Drummond (11)         | Kuzma, Schröder (8)      | Capital One Arena        | 36 - 26 |
| 63    | 30 avril   | Sacramento      | D 106-110      | Anthony Davis (22)            | Anthony Davis (11)          | James, Schröder (7)      | Staples Center           | 36 - 27 |

| Match | Date match | Équipe                | Score         | Meilleur marqueur        | Meilleur rebondeur    | Meilleur passeur         | Lieux                   | Série   |
| ----- | ---------- | --------------------- | ------------- | ------------------------ | --------------------- | ------------------------ | ----------------------- | ------- |
| 64    | 2 mai      | Toronto               | D 114-121     | Kyle Kuzma (24)          | Andre Drummond (11)   | Davis, Horton-Tucker (7) | Staples Center          | 36 - 28 |
| 65    | 3 mai      | Denver                | V 93-89       | Anthony Davis (25)       | Trois joueurs (7)     | Trois joueurs (3)        | Staples Center          | 37 - 28 |
| 66    | 6 mai      | @ L.A. Clippers       | D 94-118      | Kyle Kuzma (25)          | Drummond, Harrell (6) | Alex Caruso (7)          | Staples Center          | 37 - 29 |
| 67    | 7 mai      | @ Portland            | D 101-106     | Anthony Davis (36)       | Anthony Davis (12)    | Caldwell-Pope, Davis (5) | Moda Center             | 37 - 30 |
| 68    | 9 mai      | Phoenix               | V 123-110     | Anthony Davis (42)       | Anthony Davis (12)    | Alex Caruso (8)          | Staples Center          | 38 - 30 |
| 69    | 11 mai     | New York              | V 101-99 (OT) | Kyle Kuzma (23)          | Andre Drummond (18)   | Talen Horton-Tucker (10) | Staples Center          | 39 - 30 |
| 70    | 12 mai     | Houston               | V 124-122     | Talen Horton-Tucker (23) | Drummond, Kuzma (10)  | Talen Horton-Tucker (10) | Staples Center          | 40 - 30 |
| 71    | 15 mai     | @ Indiana             | V 122-115     | Anthony Davis (28)       | Andre Drummond (15)   | LeBron James (8)         | Bankers Life Fieldhouse | 41 - 30 |
| 72    | 16 mai     | @ La Nouvelle-Orléans | V 110-98      | LeBron James (25)        | Andre Drummond (13)   | Caldwell-Pope, James (6) | Smoothie King Center    | 42 - 30 |

### Play-in tournament
| Play-in Total: 1-0 (Domicile : 1-0; Extérieur : 0-0) |

| Match | Date match | Équipe       | Score     | Meilleur marqueur  | Meilleur rebondeur | Meilleur passeur  | Lieux          | Série |
| ----- | ---------- | ------------ | --------- | ------------------ | ------------------ | ----------------- | -------------- | ----- |
| 1     | 19 mai     | Golden State | V 103-100 | Anthony Davis (25) | Anthony Davis (12) | LeBron James (10) | Staples Center | 1 - 0 |

### Playoffs
| Playoffs Total: 2-4 (Domicile : 1-2; Extérieur : 1-2) |

| Match | Date match | Équipe    | Score     | Meilleur marqueur  | Meilleur rebondeur   | Meilleur passeur  | Lieux          | Série |
| ----- | ---------- | --------- | --------- | ------------------ | -------------------- | ----------------- | -------------- | ----- |
| 1     | 23 mai     | @ Phoenix | D 90-99   | LeBron James (18)  | Andre Drummond (9)   | LeBron James (10) | PHX Arena      | 0 - 1 |
| 2     | 25 mai     | @ Phoenix | V 109-102 | Anthony Davis (34) | Andre Drummond (12)  | LeBron James (9)  | PHX Arena      | 1 - 1 |
| 3     | 27 mai     | Phoenix   | V 109-95  | Anthony Davis (34) | Davis, Drummond (11) | LeBron James (9)  | Staples Center | 2 - 1 |
| 4     | 30 mai     | Phoenix   | D 92-100  | LeBron James (25)  | LeBron James (12)    | LeBron James (6)  | Staples Center | 2 - 2 |
| 5     | 1er juin   | @ Phoenix | D 85-115  | LeBron James (24)  | Andre Drummond (13)  | LeBron James (7)  | PHX Arena      | 2 - 3 |
| 6     | 3 juin     | Phoenix   | D 100-113 | LeBron James (29)  | LeBron James (9)     | Gasol, James (7)  | Staples Center | 2 - 4 |

### Confrontations en saison régulière
| Conférence Est      | Conférence Est                              | Conférence Est                              | Conférence Ouest                            | Conférence Ouest                            | Conférence Ouest                            | Conférence Ouest                            | Conférence Ouest                            |
| Division Atlantique | Division Atlantique                         | Division Atlantique                         | Division Nord-Ouest                         | Division Nord-Ouest                         | Division Nord-Ouest                         | Division Nord-Ouest                         | Division Nord-Ouest                         |
| Équipe              | Domicile                                    | Extérieur                                   | Équipe                                      | Domicile                                    | Domicile                                    | Extérieur                                   | Extérieur                                   |
| ------------------- | ------------------------------------------- | ------------------------------------------- | ------------------------------------------- | ------------------------------------------- | ------------------------------------------- | ------------------------------------------- | ------------------------------------------- |
| Boston              | 113-121                                     | 96-95                                       | Denver                                      | 114-93                                      | 93-89                                       | 105-122                                     |                                             |
| Brooklyn            | 98-109                                      | 126-101                                     | Minnesota                                   | 127-91                                      | 137-121                                     | 112-104                                     |                                             |
| New York            | 101-99 (OT)                                 | 96-111                                      | Oklahoma City                               | 119-112 (OT)                                | 114-113 (OT)                                | 128-99                                      |                                             |
| Philadelphie        | 101-109                                     | 106-107                                     | Portland                                    | 107-115                                     | 102-93                                      | 101-106                                     |                                             |
| Toronto             | 114-121                                     | 110-101                                     | Utah                                        | 127-115 (OT)                                | 97-111                                      | 89-114                                      |                                             |
|                     | 1-4                                         | 3-2                                         |                                             | 8-2                                         | 8-2                                         | 2-3                                         | 2-3                                         |
| Division            | 4-6                                         | 4-6                                         | Division                                    | 10-5                                        | 10-5                                        | 10-5                                        | 10-5                                        |
| Division Centrale   | Division Centrale                           | Division Centrale                           | Division Pacifique                          | Division Pacifique                          | Division Pacifique                          | Division Pacifique                          | Division Pacifique                          |
| Équipe              | Domicile                                    | Extérieur                                   | Équipe                                      | Domicile                                    | Domicile                                    | Extérieur                                   | Extérieur                                   |
| Chicago             | 117-115                                     | 101-90                                      | Golden State                                | 113-115                                     | 117-91                                      | 128-97                                      |                                             |
| Cleveland           | 100-86                                      | 115-108                                     | L.A. Clippers                               | 109-116                                     |                                             | 86-104                                      | 94-118                                      |
| Detroit             | 135-129 (2OT)                               | 92-107                                      |                                             |                                             |                                             |                                             |                                             |
| Indiana             | 105-100                                     | 122-115                                     | Phoenix                                     | 104-114                                     | 123-110                                     | 94-111                                      |                                             |
| Milwaukee           | 97-112                                      | 113-106                                     | Sacramento                                  | 106-110                                     |                                             | 120-123                                     | 115-94                                      |
|                     | 4-1                                         | 4-1                                         |                                             | 2-4                                         | 2-4                                         | 2-4                                         | 2-4                                         |
| Division            | 8-2                                         | 8-2                                         | Division                                    | 4-8                                         | 4-8                                         | 4-8                                         | 4-8                                         |
| Division Sud-Est    | Division Sud-Est                            | Division Sud-Est                            | Division Sud-Ouest                          | Division Sud-Ouest                          | Division Sud-Ouest                          | Division Sud-Ouest                          | Division Sud-Ouest                          |
| Équipe              | Domicile                                    | Extérieur                                   | Équipe                                      | Domicile                                    | Domicile                                    | Extérieur                                   | Extérieur                                   |
| Atlanta             | 94-99                                       | 107-99                                      | Dallas                                      | 138-115                                     |                                             | 110-115                                     | 93-108                                      |
| Charlotte           | 116-105                                     | 101-93                                      | Houston                                     | 124-122                                     |                                             | 120-102                                     | 117-100                                     |
| Miami               | 94-96                                       | 104-110                                     | Memphis                                     | 115-105                                     |                                             | 108-94                                      | 94-92                                       |
| Orlando             | 96-93                                       | 114-103                                     | New Orleans                                 | 112-95                                      |                                             | 111-128                                     | 110-98                                      |
| Washington          | 124-127 (OT)                                | 107-116                                     | San Antonio                                 | 109-118                                     |                                             | 121-107                                     | 109-103                                     |
|                     | 2-3                                         | 3-2                                         |                                             | 4-1                                         | 4-1                                         | 7-3                                         | 7-3                                         |
| Division            | 5-5                                         | 5-5                                         | Division                                    | 11-4                                        | 11-4                                        | 11-4                                        | 11-4                                        |
| Conférence          | 17-13 (Domicile : 7-8; Extérieur : 10-5)    | 17-13 (Domicile : 7-8; Extérieur : 10-5)    | Conférence                                  | 25-17 (Domicile : 14-7; Extérieur : 11-10)  | 25-17 (Domicile : 14-7; Extérieur : 11-10)  | 25-17 (Domicile : 14-7; Extérieur : 11-10)  | 25-17 (Domicile : 14-7; Extérieur : 11-10)  |
| Total               | 42-30 (Domicile : 21-15; Extérieur : 21-15) | 42-30 (Domicile : 21-15; Extérieur : 21-15) | 42-30 (Domicile : 21-15; Extérieur : 21-15) | 42-30 (Domicile : 21-15; Extérieur : 21-15) | 42-30 (Domicile : 21-15; Extérieur : 21-15) | 42-30 (Domicile : 21-15; Extérieur : 21-15) | 42-30 (Domicile : 21-15; Extérieur : 21-15) |

## Classements
| Conférence Ouest | Conférence Ouest                    | Conférence Ouest | Conférence Ouest | Conférence Ouest | Conférence Ouest | Conférence Ouest | Conférence Ouest |
| No               | Franchise                           | Vic.             | Def.             | MJ               | V/D              | GB               |                  |
| ---------------- | ----------------------------------- | ---------------- | ---------------- | ---------------- | ---------------- | ---------------- | ---------------- |
| 1                | z - Jazz de l'Utah*                 | 52               | 20               | 72               | .722             | –                |                  |
| 2                | y - Suns de Phoenix*                | 51               | 21               | 72               | .708             | 1                |                  |
| 3                | x - Nuggets de Denver               | 47               | 25               | 72               | .653             | 5                |                  |
| 4                | x - Clippers de Los Angeles         | 47               | 25               | 72               | .653             | 5                |                  |
| 5                | y - Mavericks de Dallas*            | 42               | 30               | 72               | .583             | 10               |                  |
| 6                | x - Trail Blazers de Portland       | 42               | 30               | 72               | .583             | 10               |                  |
|                  |                                     |                  |                  |                  |                  |                  |                  |
| 7                | x - Lakers de Los Angeles           | 42               | 30               | 72               | .583             | 10               |                  |
| 8                | x - Grizzlies de Memphis            | 38               | 34               | 72               | .528             | 14               |                  |
| 9                | o - Warriors de Golden State        | 39               | 33               | 72               | .542             | 13               |                  |
| 10               | o - Spurs de San Antonio            | 33               | 39               | 72               | .458             | 19               |                  |
|                  |                                     |                  |                  |                  |                  |                  |                  |
| 11               | o - Pelicans de La Nouvelle-Orléans | 31               | 41               | 72               | .431             | 21               |                  |
| 12               | o - Kings de Sacramento             | 31               | 41               | 72               | .431             | 21               |                  |
| 13               | o - Timberwolves du Minnesota       | 23               | 49               | 72               | .319             | 29               |                  |
| 14               | o - Thunder d'Oklahoma City         | 22               | 50               | 72               | .306             | 30               |                  |
| 15               | o - Rockets de Houston              | 17               | 55               | 72               | .236             | 35               |                  |

| Division Pacifique           | V  | D  | MJ | V/D  | GB | Dom   | Ext   | Div |
| ---------------------------- | -- | -- | -- | ---- | -- | ----- | ----- | --- |
| y - Suns de Phoenix          | 51 | 21 | 72 | .708 | –  | 27–9  | 24–12 | 7–5 |
| x - Clippers de Los Angeles  | 47 | 25 | 72 | .653 | 4  | 26–10 | 21–15 | 9–3 |
| x - Lakers de Los Angeles    | 42 | 30 | 72 | .577 | 9  | 21–15 | 21–15 | 4–8 |
| o - Warriors de Golden State | 39 | 33 | 72 | .542 | 12 | 25–11 | 14–22 | 5–7 |
| o - Kings de Sacramento      | 31 | 41 | 72 | .431 | 20 | 16–20 | 15–21 | 5–7 |